# Rubén Caseny
Rubén Caseny (Vielha e Mijaran, 13 de setembre de 1986) és un esquiador de fons i ciclista català, professional des del 2013.